# Pathiriyad
Pathiriyad es una ciudad censal situada en el distrito de Kannur en el estado de Kerala (India). Su población es de 18008 habitantes (2011). Se encuentra a 17 km de Kannur y a 80 km de Kozhikode.

## Demografía
Según el censo de 2011 la población de Pathiriyad era de 18008 habitantes, de los cuales 8353 eran hombres y 9655 eran mujeres. Pathiriyad tiene una tasa media de alfabetización del 96,53%, superior a la media estatal del 94%: la alfabetización masculina es del 97,97%, y la alfabetización femenina del 95,30%.